# Paula Kania
Paula Kania (nació el 6 de noviembre de 1992 en Sosnowiec) es una jugadora tenis profesional polaca.
Kania ha ganado un título de la WTA en dobles, cinco títulos de la ITF en singles, y doce en dobles. El 15 de junio de 2015, alcanzó su mejor ranking el cual fue el número 128. El 22 de junio de 2015, alcanzó el puesto número 62 del mundo en el ranking de dobles.

## Títulos WTA

### Dobles (1)
| Leyenda                    |
| -------------------------- |
| Grand Slam (0)             |
| Juegos Olímpicos (0)       |
| WTA Tour Championships (0) |
| Premier Mandatory (0)      |
| Premier 5 (0)              |
| Premier (0)                |
| International (1)          |

| N.º | Fecha                    | Torneos | Superficie | Pareja         | Oponentes en la final         | Resultado |
| --- | ------------------------ | ------- | ---------- | -------------- | ----------------------------- | --------- |
| 1.  | 15 de septiembre de 2012 | Taskent | Dura       | Polina Pekhova | Anna Chakvetadze Vesna Dolonc | 6-2, ret. |

#### Finalista (5)
| N.º | Fecha                    | Torneos       | Superficie    | Pareja              | Oponentes en la final                 | Resultado         |
| --- | ------------------------ | ------------- | ------------- | ------------------- | ------------------------------------- | ----------------- |
| 1.  | 20 de julio de 2014      | Estambul      | Dura          | Oksana Kaláshnikova | Misaki Doi Elina Svitólina            | 4-6, 0-6          |
| 2.  | 3 de agosto de 2014      | Stanford      | Dura          | Kateřina Siniaková  | Garbiñe Muguruza Carla Suárez         | 2-6, 6-4, [5-10]  |
| 3.  | 31 de julio de 2015      | Florianópolis | Tierra batida | María Irigoyen      | Annika Beck Laura Siegemund           | 3-6, 6-7(1)       |
| 4.  | 20 de septiembre de 2015 | Quebec        | Dura (i)      | María Irigoyen      | Barbora Krejčíková An-Sophie Mestach  | 6-4, 3-6, [10-12] |
| 5.  | 29 de abril de 2016      | Praga         | Tierra batida | María Irigoyen      | Margarita Gasparyan Andrea Hlavackova | 4–6, 2–6          |

## Títulos ITF

### Individual (4)
| Torneos de $100,000 |
| Torneos de $75,000  |
| Torneos de $50,000  |
| Torneos de $25,000  |
| Torneos de $15,000  |
| Torneos de $10,000  |

| Resultado   | N.º | Fecha                  | Torneo                   | Superficie    | Oponentes         | Resultado          |
| ----------- | --- | ---------------------- | ------------------------ | ------------- | ----------------- | ------------------ |
| Campeona    | 1.  | 30 de agosto de 2010   | Gliwice, Polonia         | Tierra batida | Anna Korzeniak    | 7–6(7-2), 3–6, 7–5 |
| Subcampeona | 1.  | 14 de marzo de 2011    | Amiens, Francia          | Tierra batida | Nastassja Burnett | 6–2, 1–6, 4–6      |
| Campeona    | 2.  | 18 de julio de 2011    | Horb am Neckar, Alemania | Tierra batida | Carina Witthöft   | 4–6, 6–4, 7–5      |
| Subcampeona | 2.  | 7 de noviembre de 2011 | Opole, Polonia           | Carpet        | Ana Vrljić        | 3–6, 6–2, 6–7(4-7) |
| Subcampeona | 3.  | 8 de julio de 2012     | Torun, Polonia           | Tierra batida | Danka Kovinić     | 3–6, 6–4, 3–6      |
| Campeona    | 3.  | 7 de julio de 2013     | Torun, Polonia           | Tierra batida | Katarzyna Piter   | 6–4, 6–4           |
| Campeona    | 4.  | 2 de noviembre de 2013 | Taipéi, Taiwán           | Tierra batida | Zarina Diyas      | 6–1, 6–3           |